# فيستيف جولد
MON 87705 وتُعرف أيضًا باسمِ فيستيف جولد (بالإنجليزية: Vistive Gold) هي عبارةٌ عن مجموعة متنوعة معدلة وراثيًا من فول الصويا منخفض اللينولينيك والمقاوم للجليفوسات والذي تنتجه شركة مونسانتو.

## التاريخ
تم تصميم MON 87705 كبديل للزيوت والدهون المهدرجة، والتي تحتوي على نسبة عالية من الأحماض الدهنية غير المشبعة. يسمح محتوى اللينولينيك المنخفض لـ MON 87705 بامتلاك خصائص مواتية للقلي العميق وزيادة العمر الافتراضي للأطعمة. أعلنَ السجل الفيدرالي في 28 يونيو 2011 أن شركة مونسانتو كانت تقدم التماسًا إلى خدمة فحص صحة الحيوان والنبات من أجل تحديد حالة غير منظمة لـ MON 87705. أعلنت جمعيّة فول الصويا في ولاية ايوا (بالإنجليزية: Iowa Soybean Association) عن دعمها لتحرير MON 87705 في 1 سبتمبر 2011. في 16 ديسمبر 2011، منحت خدمة فحص الحيوانات والنباتات عريضة مونسانتو. تم إطلاق فول الصويا تجاريًا في عام 2018.

## الآليات المعدلة
مصمم لتقليل محتوى حمض اللينولينيك، يقوم MON 87705 بقمع FATB وFAD2 والجينات الذاتية وترميز الإنزيمات التي تلعب دورًا في التخليق الحيوي للأحماض الدهنية. هذا التغيير يزيد عن ثلاثة أضعاف محتوى حمض الأوليك، حيث يرفع من حوالي 20٪ إلى 70٪ من جميع الأحماض الدهنية، ويقلل من مستويات حمض اللينوليك وحمض الستريك وحمض البالمتيك الموجودة في البذور. MON 87705 هو أيضًا أحد مشتقات راوند أب ريدي (بالإنجليزية: Roundup Ready)، والذي يحتوي على جين CP4 EPSPS Agrobacterium الذي يمنح مقاومة الغليفوسات.

## التأثيرات
من المعتقد أن MON 87705 يمكن أن تحقق ما يصل إلى 0٫60 دولار أمريكي للبوشل أكثر من فول الصويا التقليدي. وفقًا لجو كورنيليوس، المدير التنفيذي للبحوث والتطوير بشركة مونسانتو، فإن MON 87705 لديه القدرة على «إحداث فرق حقيقي في الجهود المبذولة لإنتاج أطعمة صحية»، على سبيل المثال، عن طريق تقليل محتوى الدهون المشبعة بأكثر من 60٪. "مع توافر فول الصويا فيسيتيف جولد، سيتمكن المزارعون قريبًا من تقديم مصدر اقتصادي ومستدام لزيت فول الصويا المحسن تغذويًا للمستهلكين وشركات الأغذية، يعتبر فول الصويا فيسيتف جولد ابتكارًا رائعًا يمثل سنوات من التعاون عبر سلسلة التوريد الغذائية. عملت مونسانتو بشكل وثيق مع صناعة الأغذية ومجتمعات الصحة والتغذية والقطاع الزراعي لجلب سمة التكنولوجيا الحيوية مع فائدة مباشرة للمستهلك. والنتيجة، فيسيتف جولد، هي خطوة واحدة أقرب إلى الواقع مع تحرير وزارة الزراعة الأمريكية الأخير".
علق محللٌّ في مركز سلامة الأغذية قائلاً: «لم يتم إجراء تجارب على تغذية الحيوانات على [فيسيتف جولد] لمعرفة ما سيحدث عند تناوله».

### دراسة جين أوك
خلص الباحثون في جين أوكْ (بالإنجليزية: GenØk) وجامعة كانتربري في تقرير تعاوني تم تقديمه إلى الحكومة النرويجية إلى أن هناك «عددًا من نقاط الضعف المنهجية والمفاهيمية الواردة في ملف [MON 87705]». أوضحت الدراسة المخاوف من أن «معدلات وأنواع ومسارات التعرض لـ MON 87705 لم يتم وصفها بشكل كافٍ» من قبل شركة مونسانتو، والتي قالت أيضًا إنها لم تقدم «حالة مقنعة لتحديد أو تحليل الآثار غير المستهدفة. من dsRNAs الجديدة المعبر عنها في فول الصويا MON 87705، أو غيرها من التغييرات الأيضية غير المقصودة». وجد الباحثون أنه من المهم أن شركة مونسانتو «استبعدت إنتاج ببتيدات صغيرة جديدة يتم إنتاجها عن طريق التعبير المنتظم ولكن منخفض المستوى من الحمض الريبي النووي الريبي المقصود،» وأنها «جادلت فقط بأنها غير موجودة»، والتي وُصفت بأنها تفتقر إلى أساس في علم. قال الباحثون: «التوصيف الجزيئي غير مُرضٍ لاستنتاج أنه لا توجد مخاطر جديدة متعلقة بالبروتين».
علاوة على ذلك، وجدوا أن مونسانتو لم «تعالج العديد من القضايا الصحية الهامة أو تثبت مزاعمها بشأن الفوائد التي يمكن الحصول عليها من استخدام MON 87705، بما في ذلك التأثيرات التوليفية (في الغذاء) أو التأثيرات التراكمية (في البيئة) لكل من المستويات العالية من حمض الأوليك وزيادات ونقصان غير مقصودين في الأحماض الدهنية الأخرى»، والذي لوحظ أيضًا أن له آثارًا محتملة على الأفراد المصابين بمتلازمة الضائقة التنفسية الحادة، والتي يمكن أن تتفاقم بسبب ارتفاع مستويات الأحماض الدهنية أو التهيج الناتج عن الاستنشاق.
سخر الباحثون أيضًا من شركة مونسانتو لأن «المعايير المستخدمة في اختبار التكافؤ للبروتينات البديلة في التقييم تفتقر إلى الدقة الموضوعية لاستخلاص النتائج ذات الصلة» ولزعم استخدام «الأساليب وتصميمات الدراسة [التي]، في رأينا، تحيز ضد التحديد من الاختلافات».

## روابط خارجية
- الموقع الرسمي نسخة محفوظة 9 ديسمبر 2013 على موقع واي باك مشين.